# 宁兴镇
宁乡镇，是中国山西省吕梁市中阳县下辖的一个乡镇级行政单位。

## 行政区划
宁乡镇共辖以下地区：
段家庄城南居委会、南街居委会、北街居委会、城北居委会、城东居委会、府南居委会、钢城居委会、府东居委会、庞家会居委会、尚家峪居委会、太高居委会、柳沟居委会、凤尾村、河底村、关上村、刘家坪村、弓阳村、车鸣峪村、郝家岭村、冯家岭村、阳坡塔村。